# جوناثان روخاس
جوناثان روخاس ريستريبو (بالإسبانية: Jhonatan Rojas) (ولد في 8 يونيو 1988 في بيريرا) هو لاعب كرة قدم إسباني، ولد في كولومبيا، يلعب في مركز خط الوسط أو الهجوم. وهو حالياً لاعب حر.

## روابط خارجية
- جوناثان روخاس على موقع قاعدة بيانات كرة القدم.إي يو (الإنجليزية)
- جوناثان روخاس على موقع Soccerway.com (الإنجليزية)